# Pekinška opera
Pekinška opera (kineski: 京剧; pinyin: Jīngjù) najdominantniji je oblik kineske opere koji kombinira glazbu, vokalnu izvedbu, mimiku, ples i akrobatiku. Nastala je u Pekingu, sredinom dinastije Qing (1636. – 1912.), a potpuno se razvila i postao prepoznatljiva sredinom 19. stoljeća. Ovaj je oblik bio iznimno popularan na dvoru Qing i smatra se jednim od kulturnih blaga Kine. Glavne izvedbene trupe nalaze se u: Pekingu, Tianjinu i Šangaju. Ova umjetnička forma također je sačuvana u Tajvanu, gdje je poznata kao Guoju Guójù (kineski: 國劇; doslovno: "nacionalna opera"). Također se proširila na druge regije kao što su Sjedinjene Države i Japan.
Pekinška opera ima četiri glavne vrste uloga: sheng (džentlmen), dan (žene), jing (grubi muškarci) i chou (klaunovi). Izvođačke družine često imaju nekoliko glumaca svake vrste, kao i brojne sekundarne i tercijarne izvođače. koji su sa svojim dorađenim i živopisnim kostimima, jedina središnja točka na karakteristično uglavnom praznoj pozornici pekinške opere. Glumci koriste vještine govora, pjesme, plesa i borbe u pokretima koji su simbolični i sugestivni, a ne realistični. Prije svega, vještina izvođača ocjenjuje se po ljepoti njihovih pokreta. Izvođači se također pridržavaju raznih stilskih konvencija koje pomažu publici da se snađe u produkcijskom planu. Slojevi značenja unutar svakog pokreta moraju biti izraženi u koraku s glazbom. Glazba pekinške opere može se podijeliti na stilove kipi xīpí (西皮) i èrhuáng (二黄). Melodije uključuju arije, stalne melodije i uzorke udaraljki. Repertoar pekinške opere uključuje više od 1400 djela temeljenih na kineskoj povijesti, folkloru i, sve više, suvremenom životu.
Tradicionalna pekinška opera proglašena je "feudalističkom" i "buržoaskom" tijekom Kulturne revolucije (1966. – 1976.) i zamijenjena je revolucionarnim operama kao sredstvom propagande i indoktrinacije. Nakon Kulturne revolucije te su transformacije uvelike poništene. Posljednjih je godina Pekinška opera pokušala provesti brojne reforme kao odgovor na sve manji broj gledatelja. Ove reforme, koje uključuju poboljšanje kvalitete predstava, prilagodbu novih izvedbenih elemenata i postavljanje novih i originalnih predstava, imale su mješovit uspjeh.

## Galerija
- Likovi iz pekinške opere.
- Scena iz pekinške opere.
- Pekinška opera.
- Izvođači pekinške opere.